# Almenêches
Almenêches est une commune française, située dans le département de l'Orne en région Normandie, peuplée de 642 habitants.

## Géographie

### Localisation

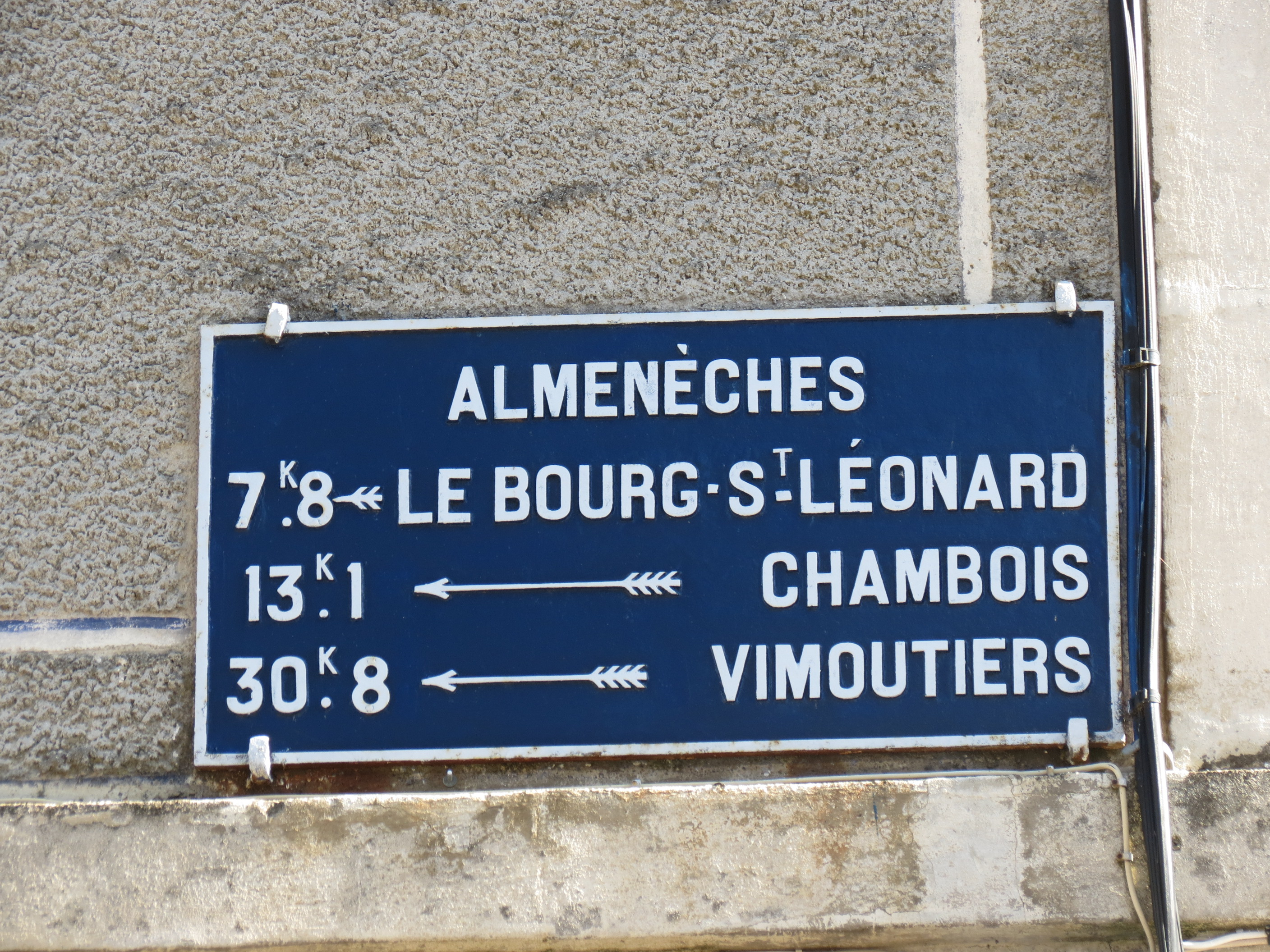
Plaque de cocher dans le bourg.

| Aunou-le-Faucon  | Gouffern en Auge        |               |
| Boissei-la-Lande | Almenêches              | Nonant-le-Pin |
| Médavy           | Le Château-d'Almenêches |               |

### Hydrographie
La commune est située dans le bassin Seine-Normandie. Elle est drainée par l'Orne, le Don, la Dieuge, le cours d'eau 01 du Joncerai, le cours d'eau 02 du Perron, le fossé 01 de la Pertuisserie, le fossé 01 du Bois de Peley, le fossé 02 de la commune de Marmouille, le fossé 02 de la Croix Blanche, le ruisseau de Querpont, le ruisseau des Essards, le ruisseau des Essarts, le ruisseau du Joncerai, le ruisseau du Plessis, le ruisseau Fausse la rivière et divers autres petits cours d'eau,.
L'Orne, d'une longueur de 170 km, prend sa source dans la commune d'Aunou-sur-Orne et se jette  dans l'embouchure de l'Orne à Merville-Franceville-Plage, après avoir traversé 60 communes. 
Le Don, d'une longueur de 30 km, prend sa source dans la commune de Brullemail et se jette  dans l'Orne sur la commune, après avoir traversé dix communes. 
La Dieuge, d'une longueur de 16 km, prend sa source dans la commune de Merlerault-le-Pin et se jette  dans l'Ure à Gouffern en Auge, après avoir traversé six communes. 
Un plan d'eau complète le réseau hydrographique : l'étang Chevalier (0,76 ha),.

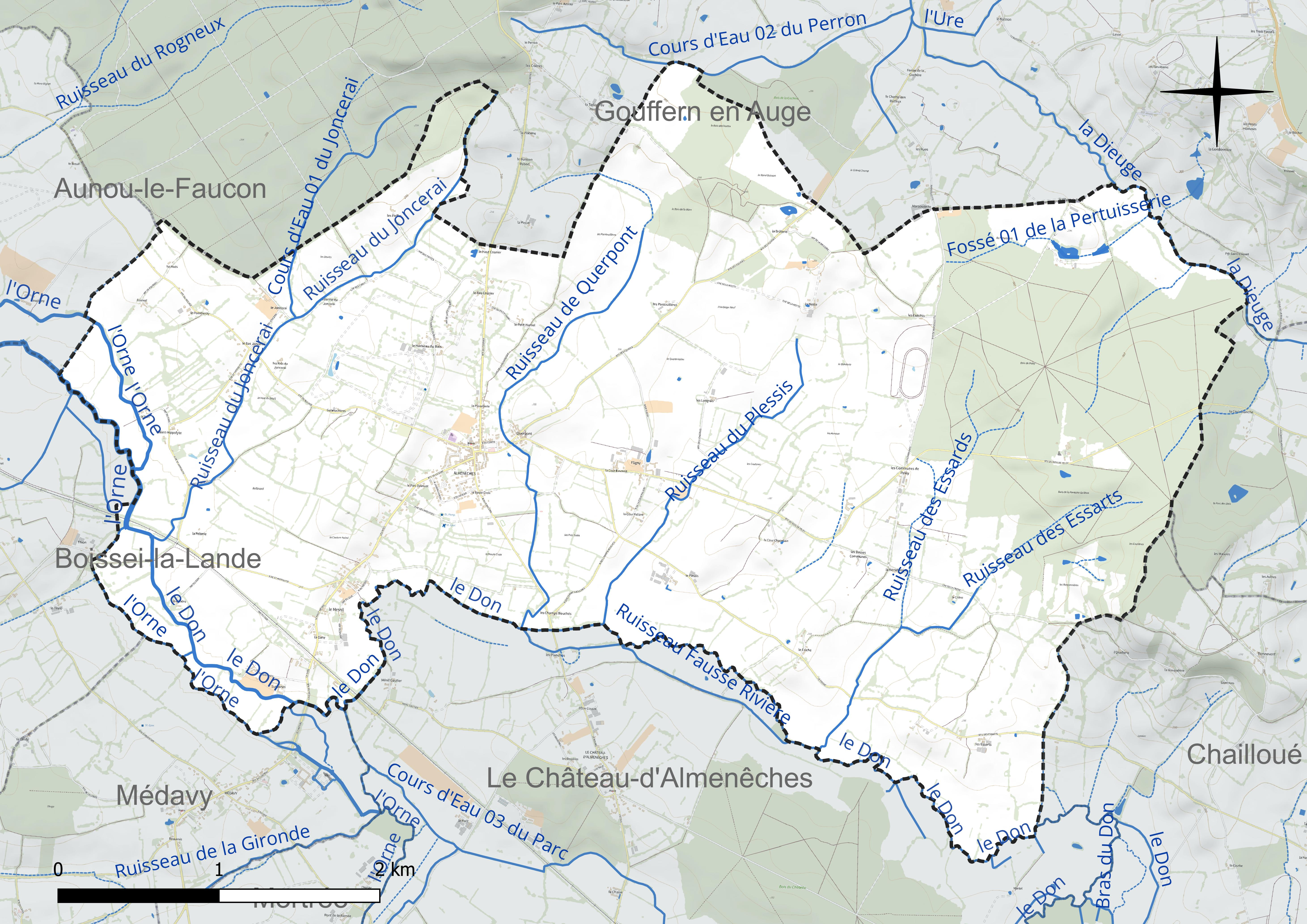
Réseau hydrographique d'Almenêches.

### Climat
Pour des articles plus généraux, voir Climat de la Normandie et Climat de l'Orne.
En 2010, le climat de la commune est de type climat océanique dégradé des plaines du Centre et du Nord, selon une étude du CNRS s'appuyant sur une série de données couvrant la période 1971-2000. En 2020, Météo-France publie une typologie des climats de la France métropolitaine dans laquelle la commune est dans une zone de transition entre le climat océanique et le climat océanique altéré et est dans la région climatique Normandie (Cotentin, Orne), caractérisée par une pluviométrie relativement élevée (850 mm/a) et un été frais (15,5 °C) et venté. Parallèlement le GIEC normand, un groupe régional d’experts sur le climat, différencie quant à lui, dans une étude de 2020, trois grands types de climats pour la région Normandie, nuancés à une échelle plus fine par les facteurs géographiques locaux. La commune est, selon ce zonage, exposée à un « climat des plateaux abrités », se caractérisant par une pluviométrie et des contraintes thermiques modérées mais aussi, par effet de continentalité, des températures plus contrastées qu'au nord dans la plaine de Caen, avec communément 10 à 15 jours par an de plus de froid en hiver et de chaleur en été.
Pour la période 1971-2000, la température annuelle moyenne est de 10,4 °C, avec une amplitude thermique annuelle de 13,8 °C. Le cumul annuel moyen de précipitations est de 747 mm, avec 12 jours de précipitations en janvier et 7,6 jours en juillet. Pour la période 1991-2020, la température moyenne annuelle observée sur la station météorologique la plus proche, située sur la commune du Pin-au-Haras à 6 km à vol d'oiseau, est de 10,6 °C et le cumul annuel moyen de précipitations est de 756,3 mm,. Pour l'avenir, les paramètres climatiques de la commune estimés pour 2050 selon différents scénarios d’émission de gaz à effet de serre sont consultables sur un site dédié publié par Météo-France en novembre 2022.

## Urbanisme

### Typologie
Au 1er janvier 2024, Almenêches est catégorisée commune rurale à habitat dispersé, selon la nouvelle grille communale de densité à sept niveaux définie par l'Insee en 2022. Elle est située hors unité urbaine. Par ailleurs la commune fait partie de l'aire d'attraction d'Argentan, dont elle est une commune de la couronne,. Cette aire, qui regroupe 50 communes, est catégorisée dans les aires de moins de 50 000 habitants,.

### Occupation des sols
L'occupation des sols de la commune, telle qu'elle ressort de la base de données européenne d’occupation biophysique des sols Corine Land Cover (CLC), est marquée par l'importance des territoires agricoles (79,7 % en 2018), en diminution par rapport à 1990 (81,2 %). La répartition détaillée en 2018 est la suivante : prairies (58,5 %), terres arables (21,2 %), forêts (16,8 %), zones urbanisées (2,1 %), espaces verts artificialisés, non agricoles (1,4 %). L'évolution de l’occupation des sols de la commune et de ses infrastructures peut être observée sur les différentes représentations cartographiques du territoire : la carte de Cassini (XVIIIe siècle), la carte d'état-major (1820-1866) et les cartes ou photos aériennes de l'IGN pour la période actuelle (1950 à aujourd'hui).

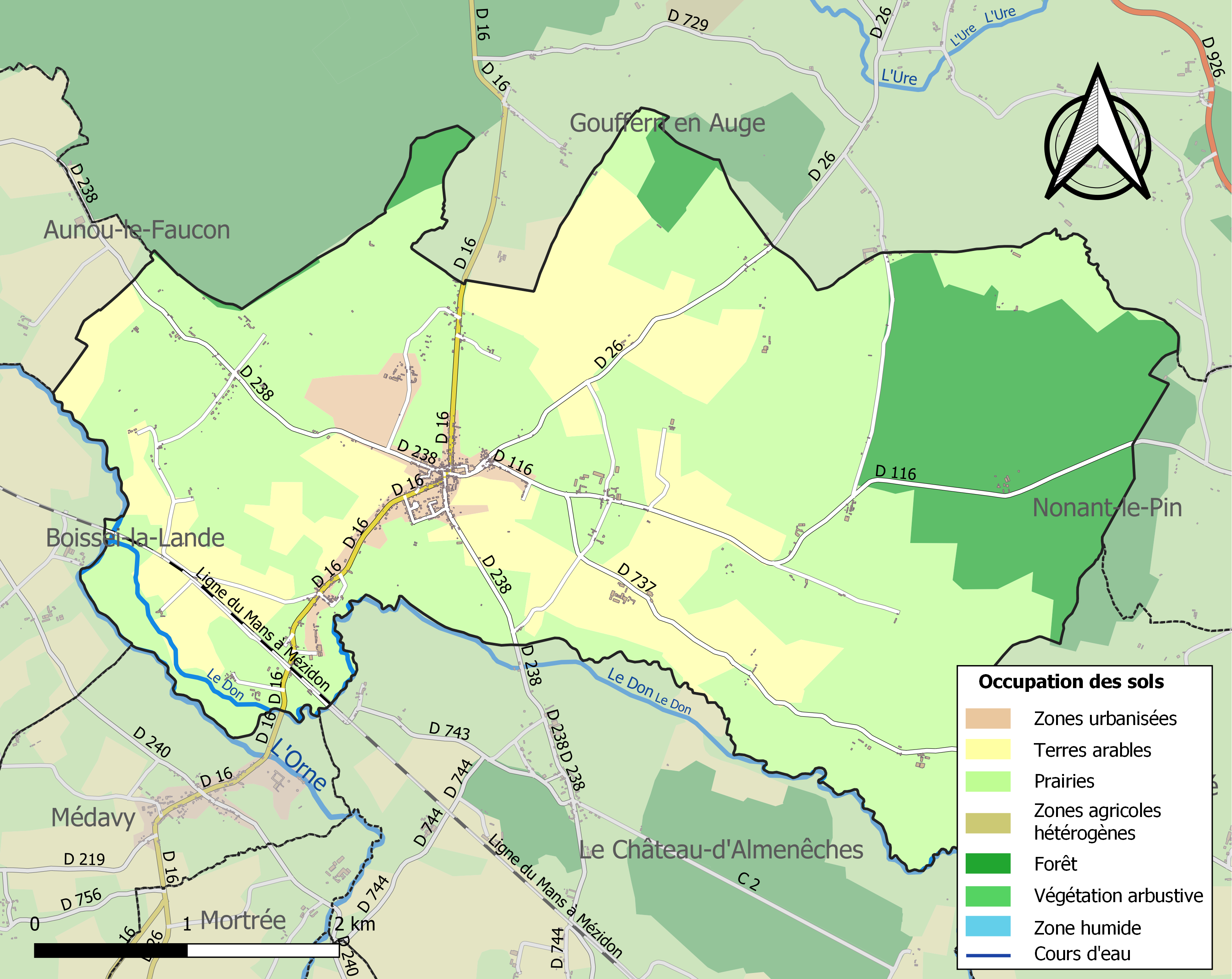
Carte des infrastructures et de l'occupation des sols de la commune en 2018 (CLC).

## Toponymie
Le nom de la localité est attesté sous les formes Almanniscus en 1025, Almenesches en 1793 et 1801.
Il s'agit d'un adjectif gallo-roman en -ISCA substantivé. Le premier élément Almen- représente le nom de peuple germanique des Alamans, d'où le sens global de « Terre des Alamans », toponyme dû au fait de l'installation d'une unité de soldats alamans de l'armée romaine au Bas-Empire (cf. Lètes). Cet adjectif ethnonymique est à mettre en relation avec l'ancien village d'Allemagne (Calvados, Alemannia 1066-77 aujourd'hui Fleury-sur-Orne) à moins de 75 km au nord, ainsi qu'avec Arromanches (Calvados, Arremancia vers 1175, d'un *Allemanica) à environ 41 km au nord de Fleury.
Le gallo-roman -ISCA a régulièrement donné le suffixe -esche de l'ancien français, féminin de l'ancien adjectif des noms de nationalité, ex. : anglois, anglesche / danois, danesche, etc., la forme normande au nord de la ligne Joret étant -esque, d'où les nombreux Anglesqueville / Englesqueville « ferme anglaise, village anglais ».
Le gentilé est Almenêchois.

## Histoire

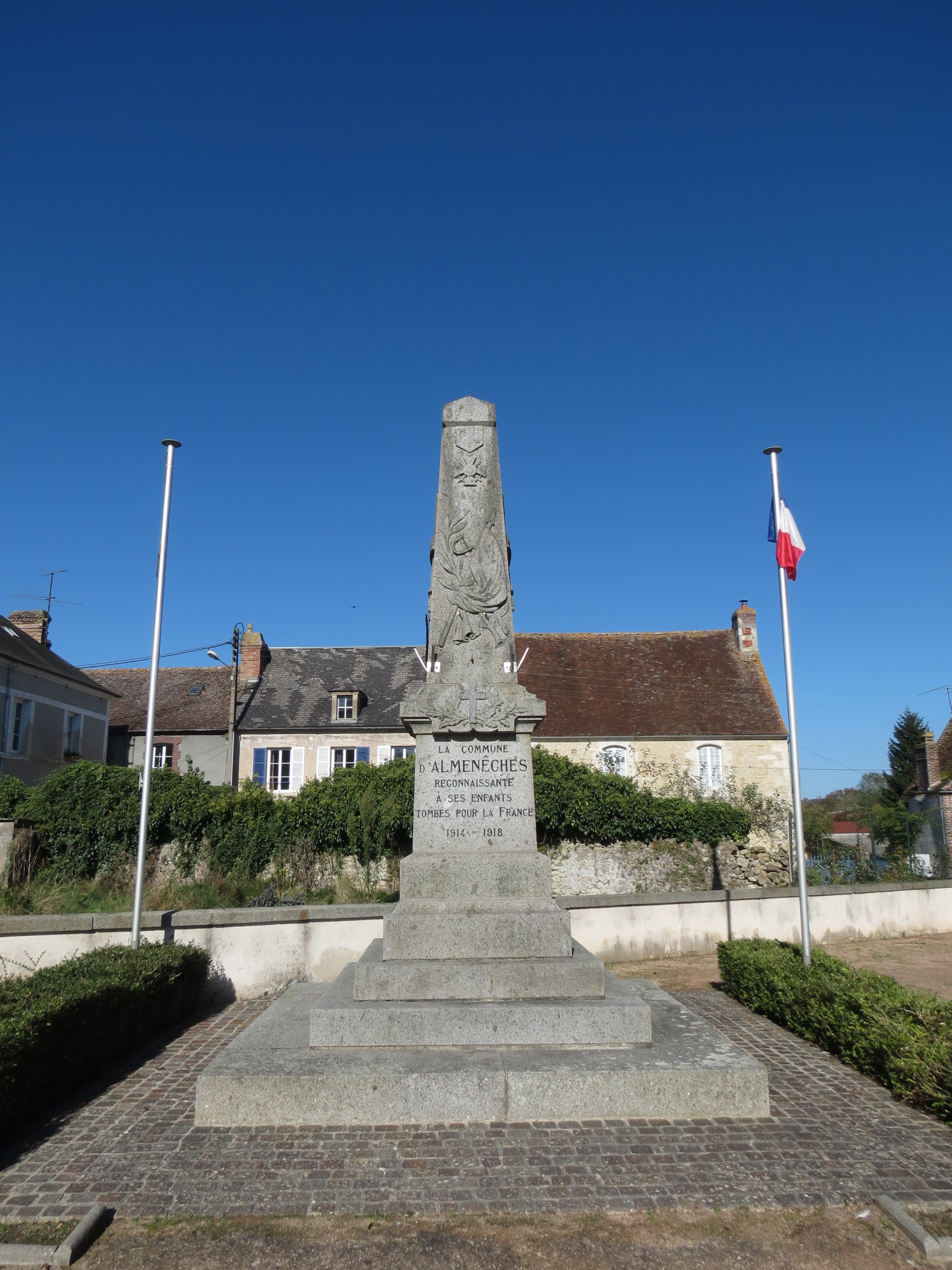
Monument aux morts d'Almenêches.

Il semble qu'il ait existé à Almenêches, à l'époque mérovingienne, un couvent de bénédictines, dont une Opportune, fille du comte d'Exmes et sœur de saint Godegrand, évêque de Sées, aurait été abbesse au VIIIe siècle[réf. nécessaire].
En 1102, Robert Courteheuse, duc de Normandie, entre en campagne contre Robert II de Bellême. Il ordonne à ses fidèles de se rassembler au monastère d'Almenêches, comme point de départ de son expédition. C'est alors que Robert II de Bellême attaque et incendie le monastère.
En 1822, la commune de Saint-Hippolyte-sur-Orne est rattachée à Almenêches.

## Héraldique
| Armes d'Almenêches | Les armes de la commune de Almenêches se blasonnent ainsi : D'azur à la bande d'argent chargée de trois mouchetures d'hermine de sable posées à plomb, accompagnée en chef d'une étoile d'or et en pointe d'une ancre du même. |

## Politique et administration

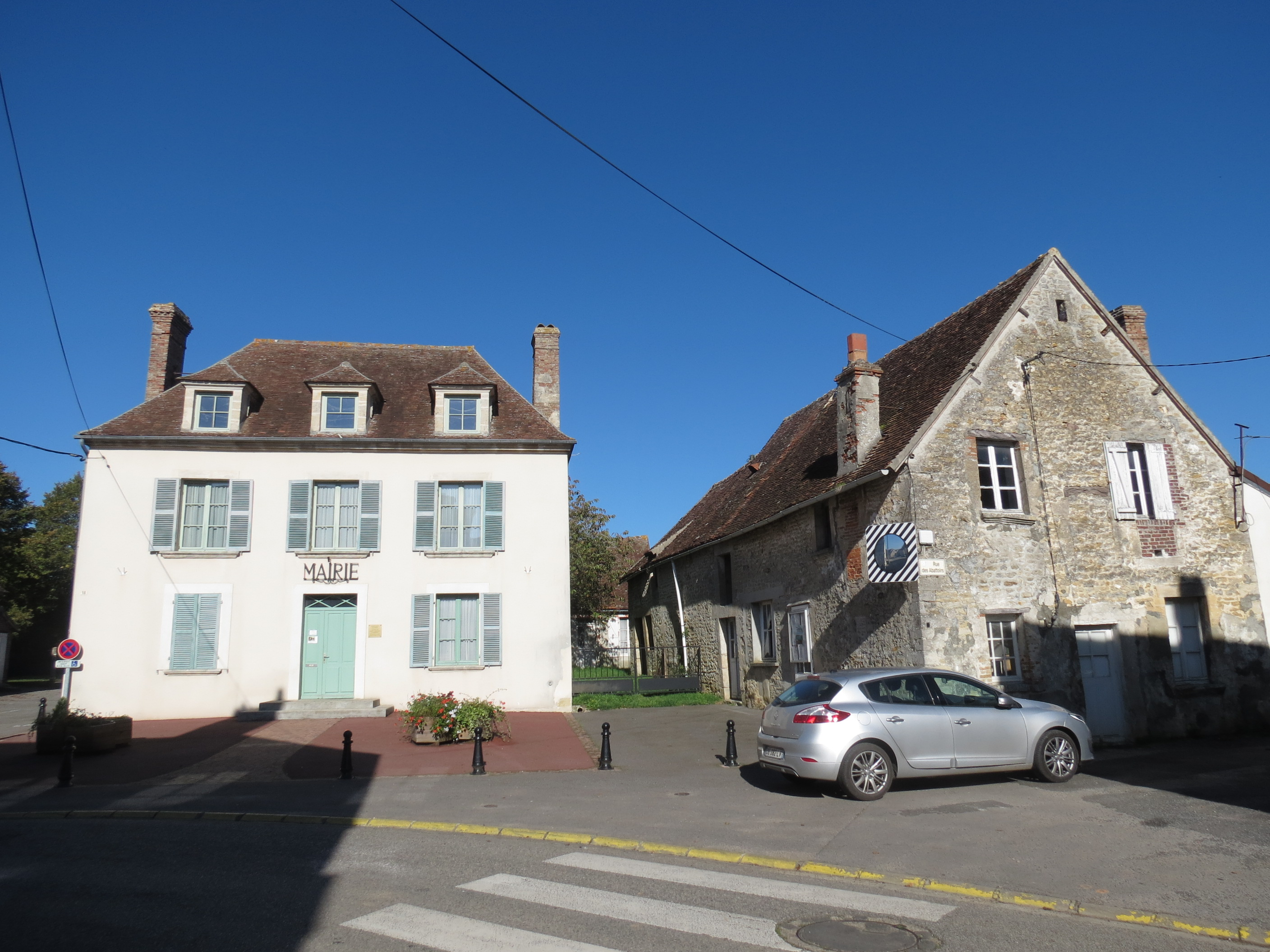
Mairie d'Almenêches.

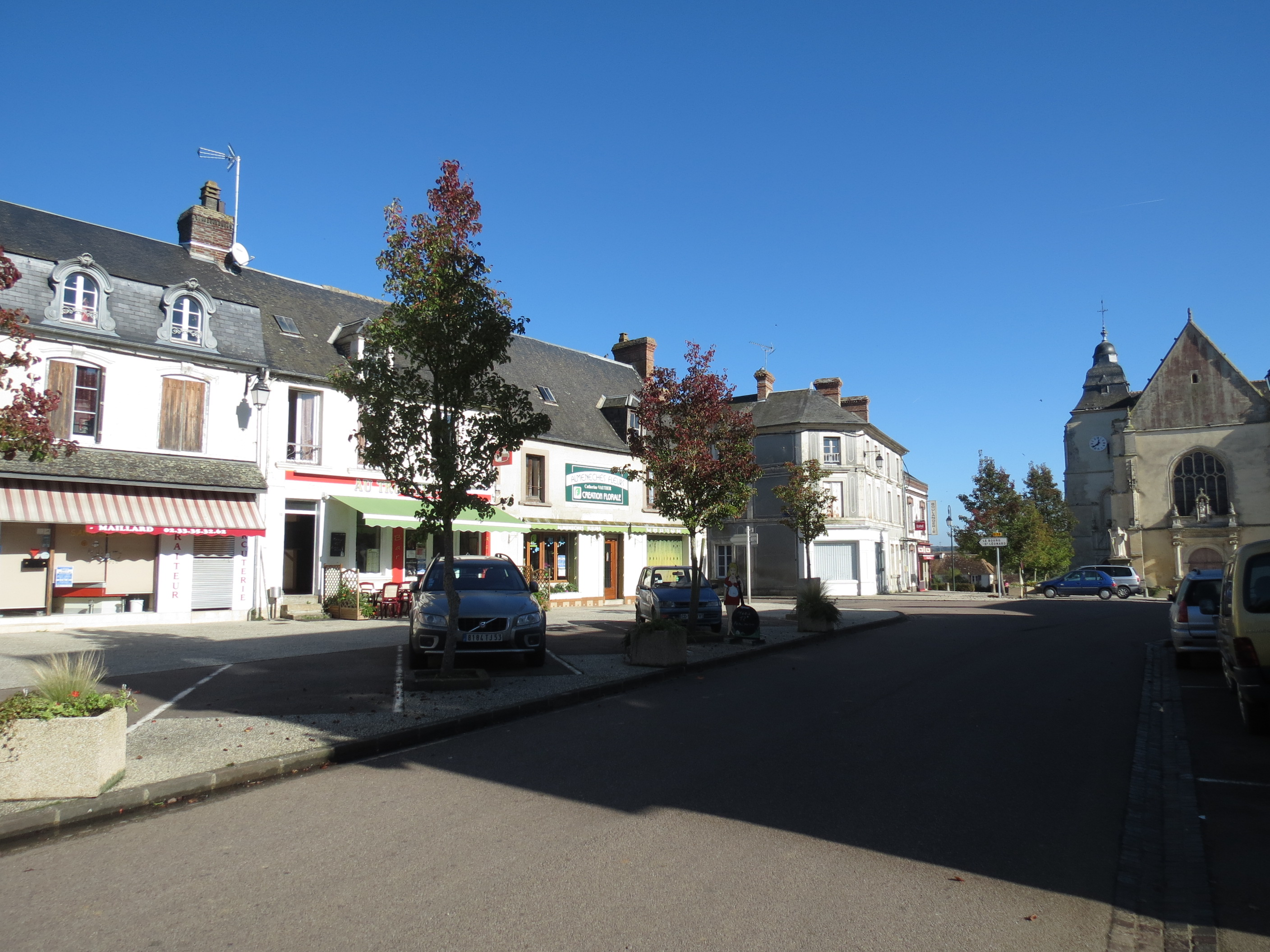
Centre-bourg d'Almenêches.

| Période                                  | Période  | Identité   | Étiquette | Qualité    |
| ---------------------------------------- | -------- | ---------- | --------- | ---------- |
| ?                                        | En cours | Paul Vinet | SE        | Commerçant |
| Les données manquantes sont à compléter. |          |            |           |            |

## Société

### Évolution démographique
L'évolution du nombre d'habitants est connue à travers les recensements de la population effectués dans la commune depuis 1793. Pour les communes de moins de 10 000 habitants, une enquête de recensement portant sur toute la population est réalisée tous les cinq ans, les populations de référence des années intermédiaires étant quant à elles estimées par interpolation ou extrapolation. Pour la commune, le premier recensement exhaustif entrant dans le cadre du nouveau dispositif a été réalisé en 2005.
En 2022, la commune comptait 642 habitants, en évolution de −9,96 % par rapport à 2016 (Orne : −3,21 %, France hors Mayotte : +2,11 %).
| 1793  | 1800  | 1806  | 1821 | 1836  | 1841  | 1846  | 1851 | 1856 |
| ----- | ----- | ----- | ---- | ----- | ----- | ----- | ---- | ---- |
| 1 224 | 1 183 | 1 097 | 929  | 1 023 | 1 005 | 1 004 | 940  | 878  |

| 1861 | 1866 | 1872 | 1876 | 1881 | 1886 | 1891 | 1896 | 1901 |
| ---- | ---- | ---- | ---- | ---- | ---- | ---- | ---- | ---- |
| 881  | 853  | 771  | 787  | 803  | 832  | 771  | 777  | 739  |

| 1906 | 1911 | 1921 | 1926 | 1931 | 1936 | 1946 | 1954 | 1962 |
| ---- | ---- | ---- | ---- | ---- | ---- | ---- | ---- | ---- |
| 683  | 701  | 639  | 667  | 685  | 675  | 702  | 686  | 611  |

| 1968 | 1975 | 1982 | 1990 | 1999 | 2005 | 2006 | 2010 | 2015 |
| ---- | ---- | ---- | ---- | ---- | ---- | ---- | ---- | ---- |
| 615  | 516  | 600  | 660  | 645  | 687  | 696  | 692  | 711  |

| 2020 | 2022 | - | - | - | - | - | - | - |
| ---- | ---- | - | - | - | - | - | - | - |
| 647  | 642  | - | - | - | - | - | - | - |

### Santé
Un médecin s'est installé début 2016[réf. nécessaire].

### Éducation
Un nouveau groupe scolaire est en cours de construction. Il sera opérationnel pour la rentrée 2017[réf. nécessaire].

## Lieux et monuments
- Parc du haras du Bois de Pelay[37].

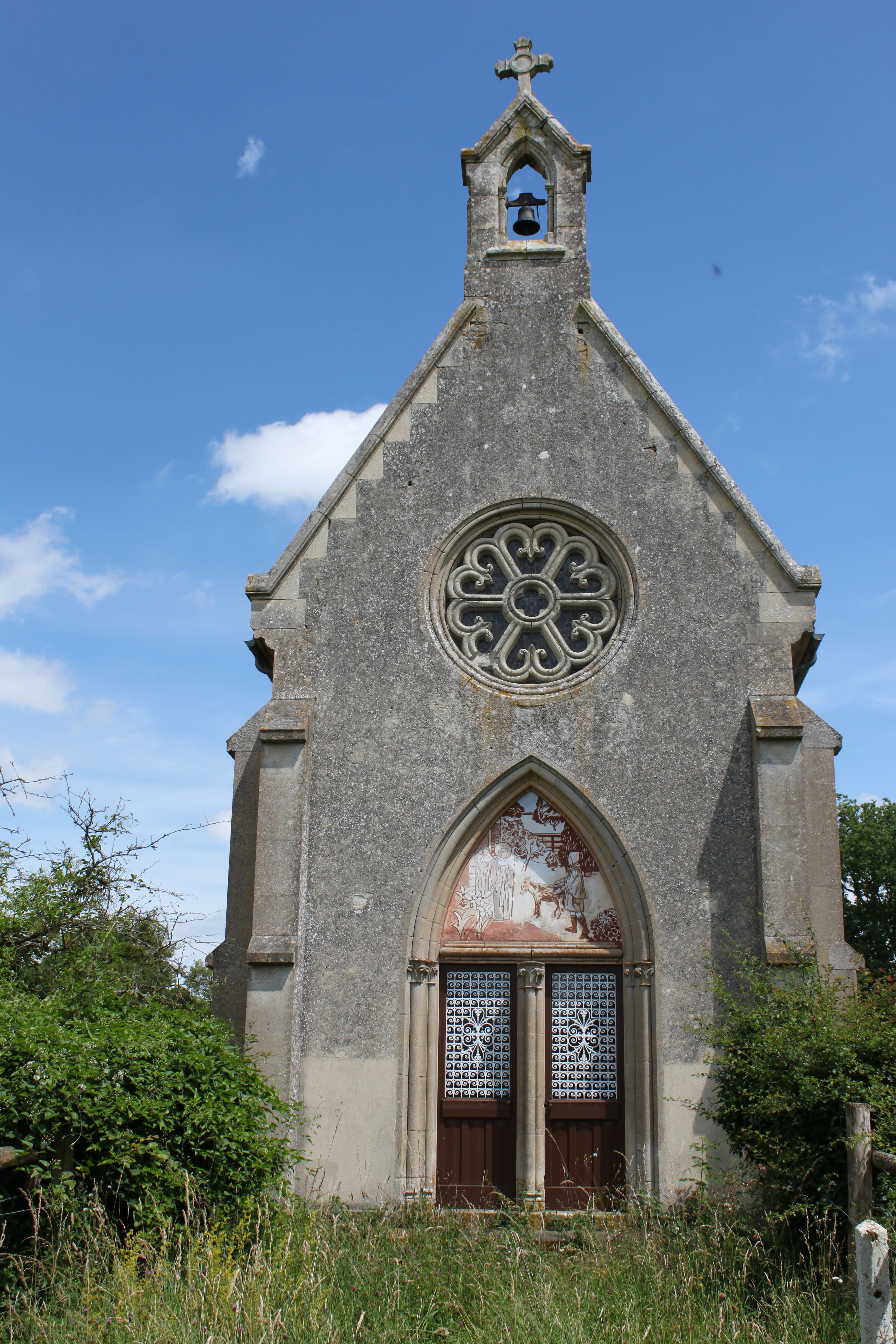
La chapelle Sainte-Opportune.

- L'abbaye d'Almenêches, restaurée vers 1060 par Roger II de Montgommery, et incendiée en 1102 par son fils Robert II de Bellême. Ce monastère de moniales bénédictines a été transféré à Argentan, par décision de Louis XV. L'abbatiale est devenue l'église paroissiale.
- L'église actuelle est composée d'une nef et d'un transept gothiques du XVIe siècle (1534-1550), et d'un chœur du XVIIe siècle.
- Inaugurée le 12 juin 2016, une sculpture en hommage à Louis-Guillaume Perreaux, inventeur du vélocipède à vapeur, ancêtre de la motocyclette.
- La chapelle Saint-Opportune située sur un chemin faisant le tour d'Almenêches.
- Ruines des châteaux des Pantouillères et du Joncheray[38].
- Vestiges d'une enceinte quadrangulaire de 350 × 140 mètres au sud-sud-est du village, au lieu-dit le château d'Almenêches[39]. Le rempart sud-ouest s'élevait encore de cinq à sept mètres. Dans la partie est de cette enceinte, vestiges d'une motte castrale, des Xe et XIe siècles des sires de Bellême, de cent mètres de diamètre à la base, entourée d'un fossé de cinq à six mètres de larges profond de trois mètres. L'enceinte circulaire, au lieu-dit le Camp Romain, avait été signalée dès 1884 par E. Vimont[38].

## Personnalités liées à la commune
- Sainte Opportune, fille du comte d'Exmes, fut abbesse du monastère bénédictin d'Almenêches. Elle mourut probablement en 777, ses reliques ont suivi les bénédictines à Argentan au XVIIIe siècle.
- Louis-Guillaume Perreaux (Almenêches, 1816 - 1889), inventeur de la moto.
- Henri Vendel (Almenêches, 1892 - 1949), poète et romancier, créateur du bibliobus.